# Petanjungan
Petanjungan is een bestuurslaag in het regentschap Pemalang van de provincie Midden-Java, Indonesië. Petanjungan telt 4744 inwoners (volkstelling 2010).